# مارك بالدوين
مارك بالدوين (بالإنجليزية: Mark Baldwin)‏ هو لاعب كرة قاعدة أمريكي، ولد في 29 أكتوبر 1863 في بيتسبرغ في الولايات المتحدة، وتوفي في 10 نوفمبر 1929.

## وصلات خارجية
- مارك بالدوين على موقع دوري كرة القاعدة الرئيسي (الإنجليزية)
- مارك بالدوين على موقعبيزبول رفرنس.كوم (الدوري الرئيسي) (الإنجليزية)
- مارك بالدوين على موقعبيزبول رفرنس.كوم (الدوري الثانوي) (الإنجليزية)
- مارك بالدوين على موقع جمعية أبحاث البيسبول الأمريكية (الإنجليزية)
- مارك بالدوين على موقع إي إس بي إن.كوم (أم.أل.بي) (الإنجليزية)
- مارك بالدوين على موقع مشجعي الرسوم البيانية (الإنجليزية)